# Andrej Razdrh
Andrej Razdrh, slovenski nogometaš in trener, * 28. november 1976, Ljubljana.
Razdrh je celotno kariero igral v slovenski ligi za klube Svoboda, Primorje, Triglav Kranj in Domžale. Skupno je v prvi slovenski ligi odigral 35 prvenstvenih tekem in dosegel en gol. 
Med letoma 2012 in 2013 je bil glavni trener Olimpije, pred tem je bil pri Olimpiji mladinski trener.